# Begonia mollis
Espèce
Synonymes
- Begonia repens Blume[1]
- Diploclinium repens Miq.[1]
- Mitscherlichia repens (Miq.) Miq.[1]
- Scheidweileria repens (Miq.) Hassk.[1]

Begonia mollis est une espèce de plantes de la famille des Begoniaceae.
L'espèce fait partie de la section Jackia.
Elle a été décrite en 1864 par Alphonse Pyrame de Candolle (1806-1893).
En 2018, l'espèce a été assignée à une nouvelle section Jackia, au lieu de la section Reichenheimia.

## Répartition géographique
Cette espèce est originaire du pays suivant : Indonésie.